# Ацекац (Таронская область)
Ацекац (арм. Հացեկաց, Хацекац, Хасик, Хацик — арм. Հացիկ) — историческое село в провинции Тарон Великой Армении.
Впервые упоминается у Фавстоса Бузанда в описании событий середины IV века. О Хацике пишут также Мовсес Хоренаци, Корюн и Лазар Парпеци в качестве места рождения одного из крупнейших учёных-лингвистов Древнего мира — Месропа Маштоца.
1909 году в Хацике проживало 30 армянских семейств. Жители были уничтожены в годы геноцида 1915—1923 гг..